# Округ Салин (Небраска)
Округ Салин (енгл. Saline County) је округ у америчкој савезној држави Небраска.

## Демографија
По попису из 2010. године број становника је 14.200, што је 357 (2,6%) становника више него 2000. године.
| Група             | 2000.          | 2010.          |
| Белци             | 12.496 (90,3%) | 10.817 (76,2%) |
| Афроамериканци    | 50 (0,4%)      | 125 (0,9%)     |
| Азијати           | 236 (1,7%)     | 225 (1,6%)     |
| Хиспаноамериканци | 911 (6,6%)     | 2.870 (20,2%)  |
| Укупно            | 13.843         | 14.200         |